# Салзедаш
Салзедаш (порт. Salzedas)  —  район (фрегезия) в Португалии. Входит в округ Визеу. Является составной частью муниципалитета  Тарока. Находится в составе крупной городской агломерации Большое Визеу. По старому административному делению входил в провинцию Бейра-Алта. Входит в экономико-статистический  субрегион Доуру, который входит в Северный регион. Население составляет 861 человек на 2001 год. Занимает площадь 8,92 км².